# A Travers les Hauts de France
A Travers les Hauts de France (bis 2017 Paris-Arras Tour) war ein Etappenrennen in Frankreich. Es startete in der Region von Paris und endete nach wenigen Etappen in Arras.
1923 wurde es erstmals ausgetragen und seitdem fand es in der Regel jährlich statt. Es war Teil der UCI Europe Tour und dort in der UCI-Kategorie 2.2 eingestuft. Letztmals fand das Rennen in der Saison 2021 statt. Seit der Saison 2022 wird ein gleichnamiges Frauenradrennen ausgetragen.

## Sieger
- 2021  Jason Tesson
- 2020 wegen Corona-Pandemie abgesagt
- 2019  Ethan Hayter
- 2018  Stephan Rabitsch
- 2017  Jordan Levasseur
- 2016  Aidis Kruopis
- 2015  Joeri Calleeuw
- 2014  Maxime Vantomme
- 2013  Joey Rosskopf
- 2012  Benoît Daeninck
- 2011  Romain Delalot
- 2010  Rudy Lesschaeve
- 1958  Philippe Gaudrillet